# Briefmarkenblocks der Bundesrepublik Deutschland
Dieser Artikel beschreibt die Briefmarkenblocks des Sammelgebietes „Bundesrepublik Deutschland“. Herausgeber war bis zum Jahre 1994 die Deutsche Bundespost; ab dem Jahr 1995 das Bundesministerium für Finanzen.
Bis 1968 erschienen nur 4 Blocks; eine dichtere Ausgabefrequenz war in den 1970er Jahren und ab 1990 festzustellen.
Die Zählung des Michel-Kataloges beginnt mit Block 2.
Eine Besonderheit stellt der Briefmarkenblock zur „10. Internationale Briefmarkenausstellung der Jugend“ aus dem Jahr 1990 dar: Im Gegensatz zu allen anderen Blockausgaben wird hier mehrfach die gleiche Briefmarke verwendet.
Der Weihnachtsblock 2001 [ N° 56 ] wurde als Gemeinschaftsausgabe mit Spanien herausgegeben, der auch spanische Postwertzeichen enthielt. Weitere Besonderheit: Der Block wurde in zwei verschiedenen Papierstärken ausgegeben. Block 56 I – normales Papier 0,08 mm mit weißer Fluoreszenz; Block 56 II dickeres Papier 0,1 mm leuchtend gelbe Fluoreszenz.

## Liste der Ausgaben und Motive
Legende
- Bild: Eine bearbeitete Abbildung der genannten Marke. Das Verhältnis der Größe der Briefmarken zueinander ist in diesem Artikel annähernd maßstabsgerecht dargestellt. Sollten keine Marken abgebildet sein, liegt es daran, dass das Urheberrecht des Künstlers noch nicht erloschen ist.
- Beschreibung: Eine Kurzbeschreibung des Motivs und/oder des Ausgabegrundes. Bei ausgegebenen Serien oder Blocks werden die zusammengehörigen Beschreibungen mit einer Markierung versehen eingerückt.
- Wert: Der Frankaturwert der einzelnen Marke in der im Tabellenkopf genannten Währungseinheit. Ein „+“ bedeutet, dass es sich um eine Zuschlagsmarke handelt (= Frankaturwert + Spende).
- Ausgabedatum: Das Datum des erstmaligen Verkaufs dieser Briefmarke.
- Auflage: Soweit bekannt, wird hier die zum Verkauf angebotene Anzahl dieser Ausgabe angegeben.
- Entwurf: Soweit bekannt, wird hier angegeben, von wem der Entwurf dieser Marke stammt.
- Mi.-Nr.: Diese Briefmarke wird im Michel-Katalog unter der entsprechenden Nummer gelistet.

| Blockausgaben Deutsche Bundespost (DM) | |                 |                    |            |                    |         |
| Bild                                   | Beschreibung | Wert in Pfennig | Ausgabe- datum     | Auflage    | Entwurf            | Mi.-Nr. |
| 148 × 104 mm                           | Briefmarkenblock 2: Einweihung der Beethovenhalle in Bonn - Georg Friedrich Händel (1685–1759)                                                                                | 10              | 8. September 1959  | 4.771.000  | Herbert Kern       | 315     |
| 148 × 104 mm                           | - Louis Spohr (1784–1859) | 15              | 8. September 1959  | 4.771.000  | Herbert Kern       | 316     |
| 148 × 104 mm                           | - Ludwig van Beethoven (1770–1827) | 20              | 8. September 1959  | 4.771.000  | Herbert Kern       | 317     |
| 148 × 104 mm                           | - Joseph Haydn (1732–1809) | 25              | 8. September 1959  | 4.771.000  | Herbert Kern       | 318     |
| 148 × 104 mm                           | - Felix Mendelssohn Bartholdy (1809–1847) | 40              | 8. September 1959  | 4.771.000  | Herbert Kern       | 319     |
| 148 × 105 mm                           | Briefmarkenblock 3: 20. Jahrestag des Attentats auf Adolf Hitler vom 20. Juli 1944 - Sophie Scholl (1921–1943)                                                                | 20              | 20. Juli 1964      | 6.941.000  | E. und Gerd Aretz  | 431     |
| 148 × 105 mm                           | - Ludwig Beck (1880–1944) | 20              | 20. Juli 1964      | 6.941.000  | E. und Gerd Aretz  | 432     |
| 148 × 105 mm                           | - Dietrich Bonhoeffer (1906–1945) | 20              | 20. Juli 1964      | 6.941.000  | E. und Gerd Aretz  | 433     |
| 148 × 105 mm                           | - Alfred Delp (1907–1945) | 20              | 20. Juli 1964      | 6.941.000  | E. und Gerd Aretz  | 434     |
| 148 × 105 mm                           | - Carl Friedrich Goerdeler (1884–1945) | 20              | 20. Juli 1964      | 6.941.000  | E. und Gerd Aretz  | 435     |
| 148 × 105 mm                           | - Wilhelm Leuschner (1890–1944) | 20              | 20. Juli 1964      | 6.941.000  | E. und Gerd Aretz  | 436     |
| 148 × 105 mm                           | - Helmuth James Graf von Moltke (1907–1945) | 20              | 20. Juli 1964      | 6.941.000  | E. und Gerd Aretz  | 437     |
| 148 × 105 mm                           | - Claus Schenk Graf von Stauffenberg (1907–1944) | 20              | 20. Juli 1964      | 6.941.000  | E. und Gerd Aretz  | 438     |
| 148 × 105 mm                           | Briefmarkenblock 4: Erster Todestag von Konrad Adenauer - Winston Churchill, britischer Staatsmann                                                                            | 10              | 19. April 1968     | 12.102.000 | Herbert Kern       | 554     |
| 148 × 105 mm                           | - Alcide De Gasperi, italienischer Staatsmann | 20              | 19. April 1968     | 12.102.000 | Herbert Kern       | 555     |
| 148 × 105 mm                           | - Robert Schuman, französischer Politiker | 30              | 19. April 1968     | 12.102.000 | Herbert Kern       | 556     |
| 148 × 105 mm                           | - Konrad Adenauer, erster deutscher Bundeskanzler | 50              | 19. April 1968     | 12.102.000 | Herbert Kern       | 557     |
| 100 × 60 mm                            | Briefmarkenblock 5: 50 Jahre Frauenwahlrecht in Deutschland - Marie Juchacz (1879–1956)                                                                                       | 10              | 11. August 1969    | 12.000.000 | Walter             | 596     |
| 100 × 60 mm                            | - Marie-Elisabeth Lüders (1878–1966) | 20              | 11. August 1969    | 12.000.000 | Walter             | 597     |
| 100 × 60 mm                            | - Helene Weber (1881–1962) | 30              | 11. August 1969    | 12.000.000 | Walter             | 598     |
| 111 × 66 mm                            | Briefmarkenblock 6: Olympische Spiele 1972 in München und Sapporo - Skispringen                                                                                               | 10+5            | 4. Juni 1971       | 7.500.000  | Kohei Sugiura      | 684     |
| 111 × 66 mm                            | - Eiskunstlauf | 20+10           | 4. Juni 1971       | 7.500.000  | Kohei Sugiura      | 685     |
| 111 × 66 mm                            | - Abfahrtslauf | 30+15           | 4. Juni 1971       | 7.500.000  | Kohei Sugiura      | 686     |
| 111 × 66 mm                            | - Eishockey | 50+25           | 4. Juni 1971       | 7.500.000  | Kohei Sugiura      | 687     |
| 148 × 106 mm                           | Briefmarkenblock 7: Olympische Sommerspiele 1972 in München - Velodrom im Münchener Olympiapark                                                                               | 25+10           | 5. Juli 1972       | 7.865.000  | Herbert Stelzer    | 723     |
| 148 × 106 mm                           | - Olympiastadion München | 30+15           | 5. Juli 1972       | 7.865.000  | Herbert Stelzer    | 724     |
| 148 × 106 mm                           | - Mehrzweckhalle und Schwimmstadion | 40+20           | 5. Juli 1972       | 7.865.000  | Herbert Stelzer    | 725     |
| 148 × 106 mm                           | - Olympiaturm | 70+35           | 5. Juli 1972       | 7.865.000  | Herbert Stelzer    | 726     |
| 111 × 66 mm                            | Briefmarkenblock 8: Olympische Sommerspiele 1972 in München - Weitsprung | 25+5            | 18. August 1972    | 8.986.000  | Haller             | 734     |
| 111 × 66 mm                            | - Basketball | 30+10           | 18. August 1972    | 8.986.000  | Haller             | 735     |
| 111 × 66 mm                            | - Diskuswurf | 40+10           | 18. August 1972    | 8.986.000  | Haller             | 736     |
| 111 × 66 mm                            | - Kanuslalom | 70+10           | 18. August 1972    | 8.986.000  | Haller             | 737     |
| 74 × 105 mm                            | Briefmarkenblock 9: Briefmarkenausstellung IBRA in München - Posthausschild Württemberg                                                                                       | 40+20           | 5. April 1973      | 5.976.000  | Heinz Schillinger  | 766     |
| 74 × 105 mm                            | - Posthausschild Kurpfalz-Bayern | 70+35           | 5. April 1973      | 5.976.000  | Heinz Schillinger  | 767     |
| 100 × 70 mm                            | Briefmarkenblock 10: 25 Jahre Bundesrepublik Deutschland geprägter Bundesadler und Schwarz-Rot-Gold                                                                           | 40              | 15. Mai 1974       | 14.295.000 | Langer             | 807     |
| 100 × 70 mm                            | Briefmarkenblock 11: Deutsche Friedensnobelpreisträger - Gustav Stresemann, (1878–1929)                                                                                       | 50              | 14. November 1975  | 12.330.000 | Bruno K. Wiese     | 871     |
| 100 × 70 mm                            | - Ludwig Quidde, (1858–1941) | 50              | 14. November 1975  | 12.330.000 | Bruno K. Wiese     | 872     |
| 100 × 70 mm                            | - Carl von Ossietzky, (1889–1938) | 50              | 14. November 1975  | 12.330.000 | Bruno K. Wiese     | 873     |
| 110 × 79 mm                            | Briefmarkenblock 12: Olympische Sommerspiele 1976 Montreal - Feldhockey | 30+15           | 6. April 1976      | 8.583.000  | Spreen             | 888     |
| 110 × 79 mm                            | - Rudern | 70+35           | 6. April 1976      | 8.583.000  | Spreen             | 889     |
| 70 × 100 mm                            | Briefmarkenblock 13: Weihnachtsblock - Ausschnitt aus dem Marienfenster im gotischen Chor der Frauenkirche in Esslingen                                                       | 50+25           | 16. November 1976  | 11.267.000 | Dieter von Andrian | 912     |
| 115 × 85 mm                            | Briefmarkenblock 14: 75 Jahre Jugendstil - Blumenornament | 30              | 16. Februar 1977   | 11.125.000 | Peter Steiner      | 923     |
| 115 × 85 mm                            | - Athene mit Helm und Ornamente | 70              | 16. Februar 1977   | 11.125.000 | Peter Steiner      | 924     |
| 115 × 85 mm                            | - Stuhl und Ornamente | 90              | 16. Februar 1977   | 11.125.000 | Peter Steiner      | 925     |
| 70 × 105 mm                            | Briefmarkenblock 15: Weihnachtsblock - Ausschnitt aus dem Glasfenster der Sakristei der Basilika St. Gereon in Köln                                                           | 50+25           | 10. November 1977  | 11.187.000 | Hansmann           | 955     |
| 120 × 70 mm                            | Briefmarkenblock 16: Nobelpreisträger deutschsprachiger Literatur - Gerhart Hauptmann (1862–1946)                                                                             | 30              | 16. Februar 1978   | 12.000.000 | Gerd Aretz         | 959     |
| 120 × 70 mm                            | - Hermann Hesse (1877–1962) | 50              | 16. Februar 1978   | 12.000.000 | Gerd Aretz         | 960     |
| 120 × 70 mm                            | - Thomas Mann (1875–1955) | 70              | 16. Februar 1978   | 12.000.000 | Gerd Aretz         | 961     |
| 65 × 93 mm                             | Briefmarkenblock 17: Weihnachtsblock - Das Christkind, Ausschnitt aus einem Fenster der Frauenkirche in München                                                               | 50+25           | 16. November 1978  | 10.356.000 | Fleckhaus          | 989     |
| 130 × 100 mm                           | Briefmarkenblock 18: Grundgedanken der Demokratie – Deutsche Bundespräsidenten - Theodor Heuss (1884–1963), Bundespräsident von (1949–1959)                                   | 80              | 10. November 1982  | 15.388.000 | Gerd Aretz         | 1156    |
| 130 × 100 mm                           | - Heinrich Lübke (1894–1972), Bundespräsident von (1959–1969) | 80              | 10. November 1982  | 15.388.000 | Gerd Aretz         | 1157    |
| 130 × 100 mm                           | - Gustav Heinemann (1899–1976), Bundespräsident von (1969–1974) | 80              | 10. November 1982  | 15.388.000 | Gerd Aretz         | 1158    |
| 130 × 100 mm                           | - Walter Scheel (1919–2016), Bundespräsident von (1974–1979) | 80              | 10. November 1982  | 15.388.000 | Gerd Aretz         | 1159    |
| 130 × 100 mm                           | - Karl Carstens (1914–1992), Bundespräsident von (1979–1984) | 80              | 10. November 1982  | 15.388.000 | Gerd Aretz         | 1160    |
| 138 × 105 mm                           | Briefmarkenblock 19: Weltpostkongress in Hamburg - Briefsortierung im Hauptpostamt Berlin um 1880                                                                             | 60              | 19. Juni 1984      | 12.050.000 | Peter Nitsche      | 1215    |
| 138 × 105 mm                           | - Abtastobjektiv einer Briefverteilanlage | 80              | 19. Juni 1984      | 12.050.000 | Peter Nitsche      | 1216    |
| 138 × 105 mm                           | - Heinrich von Stephan | 120             | 19. Juni 1984      | 12.050.000 | Peter Nitsche      | 1217    |
| 100 × 130 mm                           | Briefmarkenblock 20: Grundgedanken der Demokratie, Gebäude der Geschichte Deutschlands - Reichstagsgebäude in Berlin                                                          | 80              | 20. Juni 1986      | 7.999.000  | Vogel              | 1287    |
| 100 × 130 mm                           | - Museum Koenig in Bonn | 80              | 20. Juni 1986      | 7.999.000  | Vogel              | 1288    |
| 100 × 130 mm                           | - Bundeshaus in Bonn | 80              | 20. Juni 1986      | 7.999.000  | Vogel              | 1289    |
| 165 × 101 mm                           | Briefmarkenblock 21: 10. Internationale Briefmarkenausstellung der Jugend Fünf Kinderköpfe, Vignette mit Weltkugel                                                            | 100+50          | 21. Juni 1990      | 3.766.000  | Ullmann            | 1472    |
| 145 × 100 mm                           | Briefmarkenblock 22: 1. Jahrestag der Öffnung innerdeutschen Grenzen - durchbrochene Mauer                                                                                    | 50              | 6. November 1990   | 15.000.000 | Gottschall         | 1481 II |
| 145 × 100 mm                           | - Brandenburger Tor | 100             | 6. November 1990   | 15.000.000 | Gottschall         | 1482 II |
| 55 × 80 mm                             | Briefmarkenblock 23: Weltmeisterschaft im Bobsport Zweierbob | 100             | 8. Januar 1991     | 14.452.000 | Lothar Grünewald   | 1496    |
| 57 × 83 mm                             | Briefmarkenblock 24: Europäische Luftpostausstellung Lilienthal '92 in Dresden Otto Lilienthal (1848–1896)                                                                    | 100+50          | 9. Juli 1991       | 4.928.000  | Hans Detlefsen     | 1543    |
| 55 × 80 mm                             | Briefmarkenblock 25: 200. Geburtstag von Theodor Körner (1791–1813) - Feder, Schwertgriff, Eichenblatt                                                                        | 60              | 12. September 1991 | 18.085.000 | Lehmann            | 1559    |
| 55 × 80 mm                             | - Porträt Körners | 100             | 12. September 1991 | 18.085.000 | Lehmann            | 1560    |
| 82,5 × 57 mm                           | Briefmarkenblock 26: 200. Todestag von Wolfgang Amadeus Mozart (1756–1791) | 100             | 5. November 1991   | 14.573.000 | Joachim Rieß       | 1571    |
| 50 × 83 mm                             | Briefmarkenblock 27: „Für uns Kinder“ - Musikclown | 100             | 16. September 1993 | 11.800.000 | Müller             | 1695    |
| 76,5 × 107,5 mm                        | Briefmarkenblock 28: 150. Geburtstag von Carl Hagenbeck (1844–1913) und 150 Jahre Berliner Zoo - Hagenbeck vor dem Eingang zu seinem Tierpark, dahinter verschiedene Zootiere | 100             | 5. Mai 1994        | 8.300.000  | Joachim Rieß       | 1734    |
| 76,5 × 107,5 mm                        | - Elefantentor des Zoologischen Garten Berlin, daneben verschiedene Zootiere                                                                                                  | 200             | 5. Mai 1994        | 8.300.000  | Joachim Rieß       | 1735    |
| 105 × 70 mm                            | Briefmarkenblock 29: 50. Jahrestag des Attentats auf Adolf Hitler am 20. Juli 1944 Gitterstäbe vor dem Datum des Attentats                                                    | 100             | 14. Juli 1994      | 8.800.000  | Hans-Peter Hoch    | 1741    |
| 106 × 62 mm                            | Briefmarkenblock 30: „Für uns Kinder“ - Fabelwesen | 100             | 8. September 1994  | 10.870.000 | Lou Romboy         | 1754    |

| Blockausgaben Bundesrepublik Deutschland (DM) | |                      |                    |            |                               |         |
| Bild                                          | Beschreibung | Wert in Pfennig/Euro | Ausgabe- datum     | Auflage    | Entwurf                       | Mi.-Nr. |
| 105 × 70 mm                                   | Briefmarkenblock 31: 50. Jahrestag der Beendigung des Zweiten Weltkrieges - Zerstörte Gebäude                                                      | 100                  | 5. Mai 1995        | 8.045.000  | Jünger                        | 1794    |
| 105 × 70 mm                                   | - Heimatvertriebene | 100                  | 5. Mai 1995        | 8.045.000  | Jünger                        | 1795    |
| 105 × 70 mm                                   | Briefmarkenblock 32: 50. Jahrestag der Befreiung der Gefangenen aus den Konzentrationslagern Stoffstück einer Sträflingskleidung mit Nummer        | 100                  | 5. Mai 1995        | 8.050.000  | Jünger                        | 1796    |
| 100 × 130 mm                                  | Briefmarkenblock 33: 100 Jahre deutscher Film - Filmszene aus Metropolis von Fritz Lang                                                            | 80                   | 6. September 1995  | 7.500.000  | Jünger                        | 1815    |
| 100 × 130 mm                                  | - Filmszene aus Der Untertan von Wolfgang Staudte                                                                                                  | 100                  | 6. September 1995  | 7.500.000  | Jünger                        | 1816    |
| 100 × 130 mm                                  | - Filmszene aus Der Himmel über Berlin von Wim Wenders                                                                                             | 200                  | 6. September 1995  | 7.500.000  | Jünger                        | 1817    |
| 110 × 66 mm                                   | Briefmarkenblock 34: „Für uns Kinder“ - Tierversammlung                                                                                            | 100                  | 12. Oktober 1995   | 12.100.000 | Hemmerich                     | 1825    |
| 82,5 × 65,5 mm                                | Briefmarkenblock 35: „Für uns Kinder“ - Reitender Postbote                                                                                         | 100                  | 11. April 1996     | 15.000.000 | de Vries                      | 1853    |
| 165 × 111 mm                                  | Briefmarkenblock 36: „Deutsche National- und Naturparke“ – Vorpommersche Boddenlandschaft - Küste                                                  | 100                  | 18. Juli 1996      | 7.965.000  | Runge                         | 1871    |
| 165 × 111 mm                                  | - Windwatt | 200                  | 18. Juli 1996      | 7.965.000  | Runge                         | 1872    |
| 165 × 111 mm                                  | - Bodden | 300                  | 18. Juli 1996      | 7.965.000  | Runge                         | 1873    |
| 137 × 101 mm                                  | Briefmarkenblock 37: Deutsche Architektur nach 1945 - Philharmonie in Berlin von Hans Scharoun                                                     | 100                  | 6. März 1997       | 7.800.000  | Karen Scholz                  | 1906    |
| 137 × 101 mm                                  | - Neue Nationalgalerie in Berlin von Ludwig Mies van der Rohe                                                                                      | 100                  | 6. März 1997       | 7.800.000  | Karen Scholz                  | 1907    |
| 137 × 101 mm                                  | - Wallfahrtskirche Neviges von Gottfried Böhm | 100                  | 6. März 1997       | 7.800.000  | Karen Scholz                  | 1908    |
| 137 × 101 mm                                  | - Deutscher Pavillon in Montreal von Frei Otto | 100                  | 6. März 1997       | 7.800.000  | Karen Scholz                  | 1909    |
| 105 × 70 mm                                   | Briefmarkenblock 38: 50 Jahre Schutzgemeinschaft Deutscher Wald                                                                                    | 100                  | 5. Mai 1997        | 7.500.000  | Joachim Rieß                  | 1918    |
| 105 × 70 mm                                   | Briefmarkenblock 38: 50 Jahre Schutzgemeinschaft Deutscher Wald                                                                                    | 200                  | 5. Mai 1997        | 7.500.000  | Joachim Rieß                  | 1919    |
| 137 × 97 mm                                   | Briefmarkenblock 39: documenta X Kassel - Komposition: Gemälde von Fritz Winter auf der documenta 2                                                | 100                  | 20. Juni 1997      | 6.500.000  | Sibylle und Fritz Haase       | 1927    |
| 137 × 97 mm                                   | - Mouth No. 15. Bild von Tom Wesselmann auf der documenta 4                                                                                        | 100                  | 20. Juni 1997      | 6.500.000  | Sibylle und Fritz Haase       | 1928    |
| 137 × 97 mm                                   | - Quath Lampa: Großflächenbild von Frank Stella auf der documenta 4                                                                                | 100                  | 20. Juni 1997      | 6.500.000  | Sibylle und Fritz Haase       | 1929    |
| 137 × 97 mm                                   | - Beuys-Boice: Video-Objekt von Nam June Paik auf der documenta 8                                                                                  | 100                  | 20. Juni 1997      | 6.500.000  | Sibylle und Fritz Haase       | 1930    |
| 70 × 105 mm                                   | Briefmarkenblock 40: „Für uns Kinder“ - Kinder in der Gondel                                                                                       | 100                  | 17. Juli 1997      | 9.250.000  | Lilo Fromm                    | 1933    |
| 70 × 105 mm                                   | Briefmarkenblock 41: „Tag der Briefmarke“ - Historisches Flugzeug und dreirädriger Motorwagen für den Posttransport                                | 440+220              | 17. September 1997 | 3.710.000  | Joachim Rieß                  | 1947    |
| 110 × 65,5 mm                                 | Briefmarkenblock 42: „Für uns Kinder“ - Meerestiere                                                                                                | 110                  | 16. April 1998     | 16.000.000 | Verena Schmidmaier            | 1980    |
| 105 × 70 mm                                   | Briefmarkenblock 43: 50 Jahre Parlamentarischer Rat und 150 Jahre Paulskirchenverfassung - 50 Jahre Parlamentarischer Rat                          | 110                  | 7. Mai 1998        | 8.000.000  | Ingo Wulff                    | 1986    |
| 105 × 70 mm                                   | - 150 Jahre Paulskirchenverfassung | 220                  | 7. Mai 1998        | 8.000.000  | Ingo Wulff                    | 1987    |
| 105 × 70 mm                                   | Briefmarkenblock 44: Landschaft im Elbsandsteingebirge Nationalpark Sächsische Schweiz                                                             | 110                  | 16. Juli 1998      | 8.000.000  | Detlef Glinski                | 1997    |
| 105 × 70 mm                                   | Briefmarkenblock 44: Landschaft im Elbsandsteingebirge Nationalpark Sächsische Schweiz                                                             | 220                  | 16. Juli 1998      | 8.000.000  | Detlef Glinski                | 1998    |
| 137,5 × 97 mm                                 | Briefmarkenblock 45: „Design in Deutschland“ - Gläsersatz von Peter Behrens                                                                        | 110                  | 20. August 1998    | 9.000.000  | Ingo Wulff                    | 2001    |
| 137,5 × 97 mm                                 | - Tee-Extrakt-Kännchen von Marianne Brandt | 110                  | 20. August 1998    | 9.000.000  | Ingo Wulff                    | 2002    |
| 137,5 × 97 mm                                 | - Tischleuchte von Wilhelm Wagenfeld | 110                  | 20. August 1998    | 9.000.000  | Ingo Wulff                    | 2003    |
| 137,5 × 97 mm                                 | - Wassily-Stuhl von Marcel Breuer | 110                  | 20. August 1998    | 9.000.000  | Ingo Wulff                    | 2004    |
| 140 × 100 mm                                  | Briefmarkenblock 46: 150 Jahre Deutsche Briefmarken                                                                                                | 300+110              | 27. April 1999     | 3.300.000  | Peter Nitsche                 | 2041    |
| 110 × 65,5 mm                                 | Briefmarkenblock 47: „Deutsche National- und Naturparke“ - Nationalpark Berchtesgaden                                                              | 110                  | 4. Mai 1999        | 8.000.000  | Silvia Runge                  | 2046    |
| 110 × 65,5 mm                                 | Briefmarkenblock 48: 50 Jahre Grundgesetz | 110                  | 21. Mai 1999       | 8.000.000  | Ernst Jünger und Lorli Jünger | 2050    |
| 137 × 97 mm                                   | Briefmarkenblock 49: 50 Jahre Bundesrepublik Deutschland – Gegenüberstellung Vergangenheit/Gegenwart - Politische Anfänge und neuer Parlamentssaal | 110                  | 21. Mai 1999       | 8.000.000  | Antonia Graschberger          | 2051    |
| 137 × 97 mm                                   | - Kindheit einst und jetzt | 110                  | 21. Mai 1999       | 8.000.000  | Antonia Graschberger          | 2052    |
| 137 × 97 mm                                   | - Mauerbau und Fall der Mauer | 110                  | 21. Mai 1999       | 8.000.000  | Antonia Graschberger          | 2053    |
| 137 × 97 mm                                   | - Militärische Konfrontation und Zusammenarbeit | 110                  | 21. Mai 1999       | 8.000.000  | Antonia Graschberger          | 2054    |
| 137,5 × 97 mm                                 | Briefmarkenblock 50: „Design in Deutschland“ - Fernsehgerät HF1 von Herbert Hirche                                                                 | 110                  | 12. August 1999    | 8.000.000  | Ingo Wulff                    | 2068    |
| 137,5 × 97 mm                                 | - Essbesteck mono-a von Peter Raacke | 110                  | 12. August 1999    | 8.000.000  | Ingo Wulff                    | 2069    |
| 137,5 × 97 mm                                 | - Perlenflaschen von Günter Kupetz | 110                  | 12. August 1999    | 8.000.000  | Ingo Wulff                    | 2070    |
| 137,5 × 97 mm                                 | - Transrapid von Alexander Neumeister | 110                  | 12. August 1999    | 8.000.000  | Ingo Wulff                    | 2071    |
| 105 × 70 mm                                   | Briefmarkenblock 51: „Für uns Kinder“ - Briefmaus                                                                                                  | 110                  | 12. August 1999    | 13.100.000 | Barbara Dimanski              | 2072    |
| 105 × 70 mm                                   | Briefmarkenblock 52: „Deutsche National- und Naturparke“ - Nationalpark Hainich                                                                    | 110                  | 16. März 2000      | 8.000.000  | Joachim Rieß                  | 2105    |
| 55 × 82 mm                                    | Briefmarkenblock 53: „Für uns Kinder“ - Clowngesicht                                                                                               | 110                  | 14. September 2000 | 10.300.000 | Jennifer Rothkopf             | 2134    |
| 138 × 110 mm                                  | Briefmarkenblock 54: Für die Gesundheit - Herz-Kreislauf-Krankheiten                                                                               | 110 0,56 €           | 12. Juli 2001      | 7.284.000  | Hans Günter Schmitz           | 2200    |
| 138 × 110 mm                                  | - Krebserkrankungen | 110 0,56 €           | 12. Juli 2001      | 7.284.000  | Hans Günter Schmitz           | 2201    |
| 138 × 110 mm                                  | - Infektionskrankheiten | 110 0,56 €           | 12. Juli 2001      | 7.284.000  | Hans Günter Schmitz           | 2202    |
| 138 × 110 mm                                  | - Depressionen | 110 0,56 €           | 12. Juli 2001      | 7.284.000  | Hans Günter Schmitz           | 2203    |
| 110 × 66 mm                                   | Briefmarkenblock 55: „Für uns Kinder“ - Kinder und Tiere                                                                                           | 110 0,56 €           | 5. September 2001  | 7.000.000  | Peter Steiner, Regina Steiner | 2212    |
| 106 × 133 mm                                  | Briefmarkenblock 56: Weihnachten Gemeinschaftsausgabe mit Spanien - Jungfrau mit Kind von Alfredo Roldán                                           | 100+50 0,51+0,26 €   | 8. November 2001   | 1.617.000  | José Luis Lopez Villalba      | 2226    |
| 106 × 133 mm                                  | - Anbetung der Hirten von Jusepe de Ribera | 110+50 0,56+0,26 €   | 8. November 2001   | 1.617.000  | José Luis Lopez Villalba      | 2227    |
| 134 × 104 mm                                  | Briefmarkenblock 57: 100 Jahre deutsche Antarktisforschung - Polarforschungsschiff Gauß                                                            | 110 0,56 €           | 8. November 2001   | 6.000.000  | Ernst Kößlinger               | 2229    |
| 134 × 104 mm                                  | - Forschungsschiff Polarstern | 220 1,12 €           | 8. November 2001   | 6.000.000  | Ernst Kößlinger               | 2230    |

| Blockausgaben Bundesrepublik Deutschland (Euro) | |                  |                    |           |                                                  |         |
| Bild                                            | Beschreibung | Wert in Eurocent | Ausgabe- datum     | Auflage   | Entwurf                                          | Mi.-Nr. |
| 100 × 70 mm                                     | Briefmarkenblock 58: 11. documenta | 56               | 2. Mai 2002        | 6.600.000 | Peter und Regina Steiner                         | 2257    |
| 110 × 65 mm                                     | Briefmarkenblock 59: „Deutsche National- und Naturparke“ - Nationalpark Hochharz                                                                                                   | 56               | 4. Juli 2002       | 7.000.000 | Detlef Glinski                                   | 2268    |
| 110 × 65 mm                                     | Briefmarkenblock 60: „Für uns Kinder“ - Kinderfuß mit Zehfigur | 56               | 5. September 2002  | 8.000.000 | Birgit Hogrefe                                   | 2280    |
| 172 × 77 mm                                     | Briefmarkenblock 61: Berühmte Knabenchöre - Thomanerchor Leipzig | 45               | 13. Februar 2003   | 6.030.000 | Barbara Dimanski                                 | 2318    |
| 172 × 77 mm                                     | - Dresdner Kreuzchor | 55               | 13. Februar 2003   | 6.030.000 | Barbara Dimanski                                 | 2319    |
| 172 × 77 mm                                     | - Regensburger Domspatzen | 100              | 13. Februar 2003   | 6.030.000 | Barbara Dimanski                                 | 2320    |
| 110 × 66 mm                                     | Briefmarkenblock 62: Nationalpark Unteres Odertal | 55               | 12. Juni 2003      | 7.000.000 | Detlef Glinski                                   | 2343    |
| 110 × 190 mm                                    | Briefmarkenblock 63: „Für die Jugend“ - Vater-und-Sohn-Geschichten von e.o.plauen Entdeckung einer Schlitterbahn                                                                   | 45+20            | 10. Juli 2003      | 1.920.000 | Christof Gassner                                 | 2349    |
| 110 × 190 mm                                    | Briefmarkenblock 63: „Für die Jugend“ - Vater-und-Sohn-Geschichten von e.o.plauen Entdeckung einer Schlitterbahn                                                                   | 55+25            | 10. Juli 2003      | 1.920.000 | Christof Gassner                                 | 2350    |
| 110 × 190 mm                                    | Briefmarkenblock 63: „Für die Jugend“ - Vater-und-Sohn-Geschichten von e.o.plauen Entdeckung einer Schlitterbahn                                                                   | 55+25            | 10. Juli 2003      | 1.920.000 | Christof Gassner                                 | 2351    |
| 110 × 190 mm                                    | Briefmarkenblock 63: „Für die Jugend“ - Vater-und-Sohn-Geschichten von e.o.plauen Entdeckung einer Schlitterbahn                                                                   | 55+25            | 10. Juli 2003      | 1.920.000 | Christof Gassner                                 | 2352    |
| 110 × 190 mm                                    | Briefmarkenblock 63: „Für die Jugend“ - Vater-und-Sohn-Geschichten von e.o.plauen Entdeckung einer Schlitterbahn                                                                   | 144+56           | 10. Juli 2003      | 1.920.000 | Christof Gassner                                 | 2353    |
| 110 × 66 mm                                     | Briefmarkenblock 64: „Für uns Kinder“ - Ringelreihen der Tiere | 55               | 11. September 2003 | 5.800.000 | Nina Clausing                                    | 2360    |
| 102 × 73 mm                                     | Briefmarkenblock 65: Klassisches Theater - Szene aus Wilhelm Tell | 45               | 11. März 2004      | 5.200.000 | Barbara Dimanski                                 | 2391    |
| 102 × 73 mm                                     | - Szene aus Faust II | 100              | 11. März 2004      | 5.200.000 | Barbara Dimanski                                 | 2392    |
| 98 × 70 mm                                      | Briefmarkenblock 66: Preußische Schlösser und Gärten | 220              | 7. Juli 2005       | 6.200.000 | Johannes Graf                                    | 2476    |
| 130 × 179 mm                                    | Briefmarkenblock 67: „Für den Sport“ - FIFA Fussball-WM Deutschland 2006 | 45+20            | 4. Mai 2006        | 1.770.000 | Andrea Voß-Acker                                 | 2517    |
| 130 × 179 mm                                    | - FIFA Fussball-WM Deutschland 2006 – Eröffnungsspiel in München | 55+25            | 4. Mai 2006        | 1.770.000 | Andrea Voß-Acker                                 | 2519    |
| 130 × 179 mm                                    | - FIFA Fussball-WM Deutschland 2006 – Finale in Berlin | 55+25            | 4. Mai 2006        | 1.770.000 | Andrea Voß-Acker                                 | 2520    |
| 130 × 179 mm                                    | - FIFA Fussball-WM Deutschland 2006 – WM-Plakat | 145+55           | 4. Mai 2006        | 1.770.000 | Andrea Voß-Acker                                 | 2521    |
| 105 × 70 mm                                     | Briefmarkenblock 68: „Bilder aus Deutschland“ - Schwarzwald | 55               | 10. August 2006    | 4.300.000 | Joachim Rieß                                     | 2554    |
| 105 × 70 mm                                     | Briefmarkenblock 69: „Tag der Briefmarke“ - Historischer Luftschiffverkehr nach Südamerika                                                                                         | 170+70           | 1. März 2007       | 1.500.000 | Günter Gamroth                                   | 2589    |
| 135 × 107 mm                                    | Briefmarkenblock 70: „Für den Sport“ 40 Jahre Stiftung Deutsche Sporthilfe - Kanurennsport-WM                                                                                      | 45+20            | 3. Mai 2007        | 1.310.000 | Stefan Klein und Olaf Neumann                    | 2585    |
| 135 × 107 mm                                    | - Handball-Weltmeisterschaft der Herren 2007 | 55+25            | 3. Mai 2007        | 1.310.000 | Stefan Klein und Olaf Neumann                    | 2578    |
| 135 × 107 mm                                    | - Turn-WM | 55+25            | 3. Mai 2007        | 1.310.000 | Stefan Klein und Olaf Neumann                    | 2586    |
| 135 × 107 mm                                    | - WM im Modernen Fünfkampf | 145+55           | 3. Mai 2007        | 1.310.000 | Stefan Klein und Olaf Neumann                    | 2587    |
| 165 × 75 mm                                     | Briefmarkenblock 71: „Für die Jugend“ – 175. Geburtstag Wilhelm Busch Hans Huckebein, der Unglücksrabe - „Nichts Schön'res gab's für Tante Lotte. Als schwarze Heidelbeerkompotte“ | 45+20            | 14. Juni 2007      | 1.660.000 | Ingo Wulff                                       | 2606    |
| 165 × 75 mm                                     | - „Doch Huckebein verschleudert nur die schöne Gabe der Natur“ | 55+25            | 14. Juni 2007      | 1.660.000 | Ingo Wulff                                       | 2607    |
| 165 × 75 mm                                     | - „Die Tante nah't voll Zorn und Schrecken: Hans Huckebein verläßt das Becken.“ | 55+25            | 14. Juni 2007      | 1.660.000 | Ingo Wulff                                       | 2608    |
| 165 × 75 mm                                     | - „Und schnell betritt er, angstbeflügelt. Die Wäsche, welche frisch gebügelt.“ | 145+55           | 14. Juni 2007      | 1.660.000 | Ingo Wulff                                       | 2608    |
| 105 × 70 mm                                     | Briefmarkenblock 72: „Weltkulturerbe der UNESCO“ - Limes | 55               | 11. Oktober 2007   | 2.968.000 | Annegret Ehmke                                   | 2623    |
| 190 × 109 mm                                    | Briefmarkenblock 73: „Für die Jugend“ – Dinosaurier - Triceratops | 45+20            | 4. September 2008  | 1.350.000 | Werner Hans Schmidt                              | 2687    |
| 190 × 109 mm                                    | - Diplodocus | 55+25            | 4. September 2008  | 1.350.000 | Werner Hans Schmidt                              | 2688    |
| 190 × 109 mm                                    | - Tyrannosaurus | 55+25            | 4. September 2008  | 1.350.000 | Werner Hans Schmidt                              | 2689    |
| 190 × 109 mm                                    | - Plateosaurus | 145+55           | 4. September 2008  | 1.350.000 | Werner Hans Schmidt                              | 2690    |
| 105 × 70 mm                                     | Briefmarkenblock 74: „Deutsche National- und Naturparke“ - Nationalpark Eifel | 220              | 4. Juni 2009       | 3.100.000 | Greta Gröttrup                                   | 2737    |
| 105 × 70 mm                                     | Briefmarkenblock 75: Historischer Motorsport | 85               | 13. August 2009    | 3.150.000 | Henning Wagenbreth                               | 2754    |
| 130 × 90 mm                                     | Briefmarkenblock 76: Bundestag und Bundesrat - Deutscher Bundestag | 55               | 3. September 2009  | 3.100.000 | Andrea Voß-Acker                                 | 2757    |
| 130 × 90 mm                                     | - Bundesrat | 90               | 3. September 2009  | 3.100.000 | Andrea Voß-Acker                                 | 2758    |
| 105 × 70 mm                                     | Briefmarkenblock 77: 100 Jahre Vogelwarte Helgoland | 145              | 8. April 2010      | 2.600.000 | Elsenbach & Fienbork                             | 2792    |
| 105 × 70 mm                                     | Briefmarkenblock 78: 175 Jahre Sächsische Dampfschiffahrt in Dresden | 220              | 9. Juni 2011       | 3.380.000 | Stefan Klein und Olaf Neumann                    | 2871    |
| 98 × 134 mm                                     | Briefmarkenblock 79: 500 Jahre Sixtinische Madonna Gemeinschaftsausgabe mit dem Vatikan                                                                                            | 55               | 1. März 2012       | 4.264.000 | Werner Hans Schmidt                              | 2919    |
| 180 × 120 mm                                    | Briefmarkenblock 80: Asterix - Figur Asterix | 62               | 1. September 2015  | 3.750.000 | Thomas Steinacker                                | 3175    |
| 180 × 120 mm                                    | - Figur Obelix | 62               | 1. September 2015  | 3.750.000 | Thomas Steinacker                                | 3176    |
| 180 × 120 mm                                    | - Figur Idefix | 21               | 1. September 2015  | 3.750.000 | Thomas Steinacker                                | 3177    |
| 164 × 110 mm                                    | Briefmarkenblock 81: Alte und gefährdete Nutztierrassen in Deutschland - Rhönschaf                                                                                                 | 70               | 1. September 2016  | 2.335.000 | Carsten Wolff                                    | 3261    |
| 164 × 110 mm                                    | - Deutsches Sattelschwein | 85               | 1. September 2016  | 2.335.000 | Carsten Wolff                                    | 3262    |
| 116 × 80 mm                                     | Briefmarkenblock 82: Peanuts - Post für Snoopy | 70               | 1. März 2018       | 1.060.000 | Jennifer Dengler                                 | 3369    |
| 116 × 80 mm                                     | - Die Peanuts-Rasselbande | 90               | 1. März 2018       | 1.060.000 | Jennifer Dengler                                 | 3370    |
| 116 × 80 mm                                     | Briefmarkenblock 83: Helmut und Loki Schmidt - Helmut Schmidt | 70               | 1. März 2019       | 788.300   | Thomas Steinacker                                | 3429    |
| 116 × 80 mm                                     | - Loki Schmidt | 45               | 1. März 2019       | 788.300   | Thomas Steinacker                                | 3448    |
| 153 × 93 mm                                     | Briefmarkenblock 84: 50 Jahre Erste Mondlandung | 370              | 1. Juli 2019       | 886.000   | Thomas Steinacker                                | 3479    |
| 153 × 93 mm                                     | Briefmarkenblock 85: 250. Geburtstag Ludwig van Beethoven | 80               | 2. Januar 2020     | 676.900   | Thomas Steinacker                                | 3513    |
| 90 × 60 mm                                      | Briefmarkenblock 86: Historische Postwege | 80               | 7. Mai 2020        | 1.181.600 | Michael Kunter                                   | 3545    |
| 71 × 99 mm                                      | Briefmarkenblock 87: Willy Brandt – Kniefall von Warschau | 110              | 3. Dezember 2020   | 628.000   | Wilfried Korfmacher                              | 3579    |
| 90 × 60 mm                                      | Briefmarkenblock 88: „Tag der Briefmarke“ - Bordeaux-Brief | 80+40            | 2. September 2021  | 540.500   | Carsten Wolff                                    | 3623    |
| 100 × 60 mm                                     | Briefmarkenblock 89: „Aufrechte Demokraten“ - Robert Blum | 80               | 2. November 2021   | 1.815.500 | Annette Le Fort und André Heers                  | 3637    |
| 70 × 100 mm                                     | Briefmarkenblock 90: „Tag der Briefmarke“ - Baden Fehldruck | 85               | 6. Oktober 2022    | 615.400   | Bettina Walter                                   | 3719    |
| 120 × 75 mm                                     | Briefmarkenblock 91: „Tag der Briefmarke“ - Stralsund-Brief | 85+40            | 1. März 2023       | 391.500   | Ruven Wiegert (Marke), Jennifer Dengler (Block)  | 3752    |
| 140 × 80 mm                                     | Briefmarkenblock 92: 100. Geburtstag Vicco von Bülow – Loriot - Vicco von Bülow | 85               | 2. November 2023   | 1.124.000 | Annette Le Fort und André Heers                  | 3794    |
| 140 × 80 mm                                     | - Loriot | 85               | 2. November 2023   | 1.124.000 | Annette Le Fort und André Heers                  | 3795    |
| 120 × 75 mm                                     | Briefmarkenblock 93: „Tag der Briefmarke“ - Schätze der Philatelie – America’s First                                                                                               | 85               | 4. April 2024      |           | Hanno Schabacker (Marke), Bettina Walter (Block) | 3822    |
| 100 × 60 mm                                     | Briefmarkenblock 94: „Europa“ - Nationale Archäologische Funde – UNESCO-Welterbe: Höhlen und Eiszeitkunst der Schwäbischen Alb                                                     | 95               | 8. Mai 2025        |           | Sandra Hoffmann Robbiani                         | 3907    |
| 120 × 80 mm                                     | Briefmarkenblock 95: „Nationale Naturmonumente“ - Weltenburger Enge | 95               | 3. Juli 2025       |           | Marvin Hüttermann                                | 3915    |